# Erebia melampus
Erebia melampus är en fjärilsart som beskrevs av Hirschke 1911. Erebia melampus ingår i släktet Erebia och familjen praktfjärilar. Inga underarter finns listade i Catalogue of Life.

## Bildgalleri

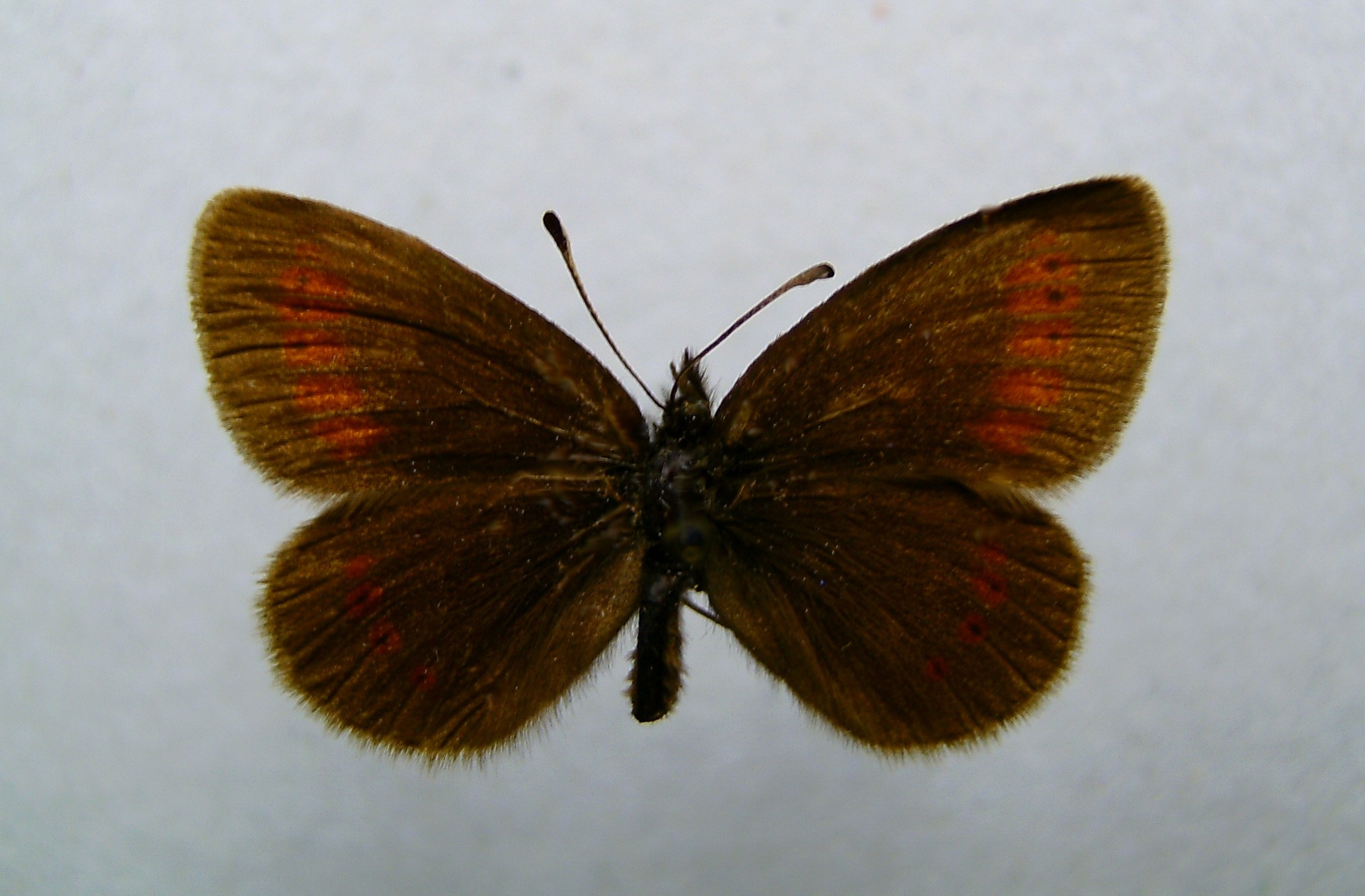
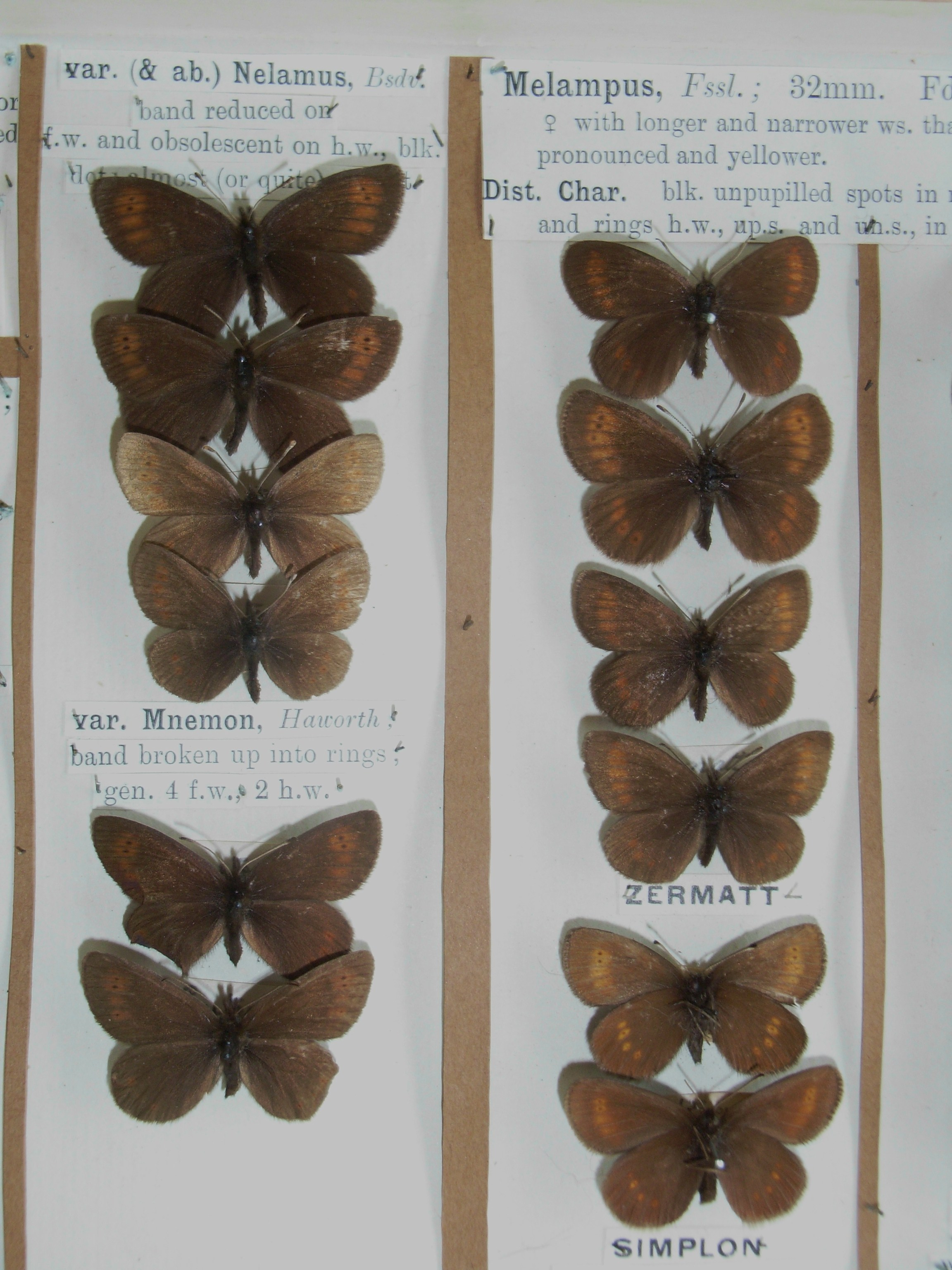